# Eremiolirion
Eremiolirion es un género de planta herbáceaperteneciente a la familia Tecophilaeaceae. Su única especie: Eremiolirion amboense (Schinz) J.C.Manning & Mannh.), es oriunda de Namibia.

## Descripción
Son pequeñas plantas herbáceas, perennes y bulbosas.  Se propagan por esquejes o semillas.

## Taxonomía
Eremiolirion amboense fue descrita por (Schinz) J.C.Manning & Mannh. y publicado en Bothalia 35: 117, en el año 2005.
Sinonimia
- Cyanella amboensis Schinz[5]